# Reinsdorf (Sassonia-Anhalt)
Reinsdorf è un ex-comune tedesco di 582 abitanti, situato nel land della Sassonia-Anhalt.
Dal 1º settembre 2010 è stato accorpato alla città di Nebra.
Fa parte della comunità amministrativa di Unstruttal.